# Acacia tolmerensis
Acacia tolmerensis — вид квіткових рослин з родини бобових. Ареал: Австралія (Північна територія).

## Середовище
Росте на піщаних ґрунтах у складі відкритих лісових угруповань.

## Біоморфологічна характеристика
Це кущ або рідше дерево, що зазвичай виростає до висоти від 1 до 4 метрів і має голу багатостебельну форму, яка часто відмирає після пожеж. Має помітно сплющені гілочки, які кутасті до кінчиків і вкриті дрібним білим порошкоподібним нальотом. Вічнозелені, тонко шкірясті, сіро-зелені філодії мають напівпрозоро-еліптичну форму, злегка вигнуті, у довжину від 11 до 24,5 см і вшир від 4 до 9 мм, а також три-чотири, а іноді й шість первинних поздовжніх жилок. Цвіте з листопада по лютий і утворює китицеподібні суцвіття зі кулястими головами діаметром від 7 до 11 мм, що містять близько 80 щільно упакованих кремово-білих до блідо-жовтих квіток. Стручки шкірясті або майже дерев'янисті, плоскі, у довжину від 5 до 11 см та вшир від 2 до 3 мм. Коричневе насіння всередині має сплющену еліптичну форму довжиною від 8 до 10 мм.